# 孙咸泽
孙咸泽（1957年6月—），江苏赣榆人，中国共产党员，中华人民共和国政治人物。

## 人物经历
1975年6月至1978年3月在江苏省新沂县唐店公社插队知青。
1978年3月至1982年1月南京药学院药学系学习，获理学学士学位。

### 工作履历
1982年至1991年在成都制药一厂工作，先后担任技术员、车间主任、技术科科长、厂长助理。1985年8月加入中国共产党。
1991年至2000年在四川省医药管理局工作，历任主任科员、副处长、处长；期间，1994年10月至1996年10月挂职任四川省纳溪县副县长。
2000年5月任四川省药品监督管理局副局长。
2003年6月调国家食品药品监督管理局工作，历任食品安全协调司司长、食品安全监管司司长、药品安全监管司司长。
2009年，因三鹿奶粉事件被记过处分。
2011年6月任国家食品药品监督管理局信息中心主任（正局级）、党委书记。
2012年，升任国家食品药品监督管理局副局长。
2013年4月任国家食品药品监督管理总局党组成员。
2014年6月起，任国家食品药品监督管理局药品安全总监。
2015年7月任国家食品药品监督管理总局副局长、药品安全总监。
2016年2月任国家食品药品监督管理总局副局长、药品安全总监、信息中心主任（兼）。
2017年4月起，任国家食品药品监督管理总局副局长、党组成员、药品安全总监。
2017年12月22日，当选中国药学会新一届理事长，此前为副理事长。
2018年1月，当选第十三届全国政协委员。
2018年2月，免去孙咸泽的国家食品药品监督管理总局副局长职务，时年61岁，已到退休年龄。
2018年3月，第十三届全国政协教科卫体委员会副主任。